# Tres regnes de Corea
El terme Tres regnes de Corea (hangul 삼국 시대; hanja: 三國時代; RR Samguk; MR Samguk) fa referència als regnes de Goguryeo, (고구려, 高句麗), Baekje, (백제, 百濟), i Silla (신라, 新羅),Goguryeo fou posteriorment conegut com a Goryeo (고려, 高麗), del qual deriva el nom modern de Corea. El període dels Tres regnes es defineix com el comprès entre el 57 aC. i el 668 dC. (però van existir uns 79 estats tribals a la regió sud de la península coreana i estats relativament grans com Okjeo, Buyeo i Dongye) a la seva part nord i Manxúria de la Xina moderna).
Els tres regnes ocupaven tota la península de Corea i aproximadament la meitat de Manxúria, situada a l'actual Xina (la majoria) (i Rússia) Els regnes de Baekje i Silla dominaven la meitat sud de la península de Corea i Tamna (illa de Jeju), mentre que Goguryeo controlava la península de Liaodong, Manxúria i la meitat nord de la península de Corea. Baekje i Goguryeo compartien mites fundacionals que probablement es van originar a Buyeo. El budisme, que va arribar a Corea al segle iii de la nostra era des de l'Índia a través del Tibet i la Xina, es va convertir en la religió estatal dels tres components dels Tres Regnes, començant per Gaya el 372 de la nostra era.
Al segle vii, aliada amb la Xina sota la dinastia Tang, Silla va unificar la península coreana per primera vegada en la història de Corea, i permeté la primera identitat nacional coreana unida. Després de la caiguda de Baekje i Goguryeo, la dinastia Tang va establir un govern militar de curta durada per administrar parts de la península coreana. Tanmateix, com a resultat de la guerra Silla-Tang (≈670–676 dC), les forces de Silla van expulsar els exèrcits del protectorat de la península l'any 676 dC.
Posteriorment, Go de Balhae, un antic general de Goguryeoo cap de Sumo Mohe,va fundar Balhae a l'antic territori de Goguryeo després de derrotar la dinastia Tang a la batalla de Tianmenling, amb la qual cosa inicia el següent període històric de Corea, el Període dels estats del Nord i del Sud (668–935 dC), durant el qual Silla unificada i Balhae van coexistir al sud i al nord de la península, respectivament
El període predecent, abans del desenvolupament dels regnes complets, es denomina de vegades període dels Proto-Tres Regnes.
Les principals fonts primàries d'aquest període són el Samguk Sagi i el Samguk Yusa a Corea, i la secció "Bàrbars orientals" (東夷傳) del Llibre de Wei (魏書) dels Registres dels Tres Regnes a la Xina.

## Nomenclatura
A partir del segle vii, el nom "Samhan" es va convertir en sinònim dels tres regnes de Corea. El "Han" en els noms de l'Imperi coreà, Daehan Jeguk, i de la República de Corea (Corea del Sud), Daehan Minguk o Hanguk, fa referència als Tres regnes de Corea, no a les antigues confederacions del sud de la península coreana.
Segons el Samguk Sagi i el Samguk Yusa, Silla va aplicar una política nacional, la "Unificació de Samhan" (RR Samhan iltong, hangul 삼한일통; hanja 三韓一統), literalment "Unifició dels Tres Han", per integrar els refugiats de Baekje i Goguryeo. El 1982, es va descobrir a Cheongju una pedra commemorativa que data de l'any 686 amb una inscripció: "Els Tres Han es van unificar i el domini es va expandir". Durant el període de Silla posterior, els conceptes de Samhan com a les antigues confederacions i els Tres regnes de Corea es van fusionar. En una carta a un tutor imperial de la dinastia Tang, Choe Chiwon equiparava Byeonhan a Baekje, Jinhan a Silla i Mahan a Goguryeo. En el període de Goryeo, Samhan es va convertir en un nom comú per referir-se a tota Corea. En els seus Deu Mandats als seus descendents, Wang Geon declarava que havia unificat els Tres Han (Samhan), en referència als Tres regnes de Corea.Samhan continuà sent un nom comú per a Corea durant el període de Joseon i va ser àmpliament referit en els Annals de la Dinastia Joseon.
A la Xina, els Tres regnes de Corea es van anomenar conjuntament Samhan des de principis del segle VII. L'ús del nom Samhan per indicar els Tres regnes de Corea estava molt estès a la dinastia Tang. Goguryeo va ser anomenat alternativament Mahan per la dinastia Tang, com ho demostra un document Tang que anomenava els generals de Goguryeo "líders Mahan" (hangul 마한추장; hanja 馬韓酋長) l'any 645.L'any 651, l'emperador Gaozong de Tang va enviar un missatge al rei de Baekje on es referia als Tres regnes de Corea com a Samhan. Els epitafis de la dinastia Tang, inclosos els que pertanyien als refugiats i emigrants de Baekje, Goguryeo i Silla, anomenaven els Tres regnes de Corea "Samhan", especialment Goguryeo. Per exemple, l'epitafi de Go Hyeon (hangul 고현; hanja 高玄), un general de la dinastia Tang d'origen goguryeo que va morir l'any 690, l'anomena "home de Liaodong Samhan" (hangul 요동 삼한인; hanja 遼東 三韓0为).[10]为). La Història de Liao equipara Byeonhan a Silla, Jinhan a Buyeo i Mahan a Goguryeo.
El nom "Tres regnes" es va utilitzar en els títols de les històries coreanes Samguk Sagi (segle xii) i Samguk Yusa (segle XIII), i no s'ha de confondre amb els Tres Regnes de la Xina.

## Formació

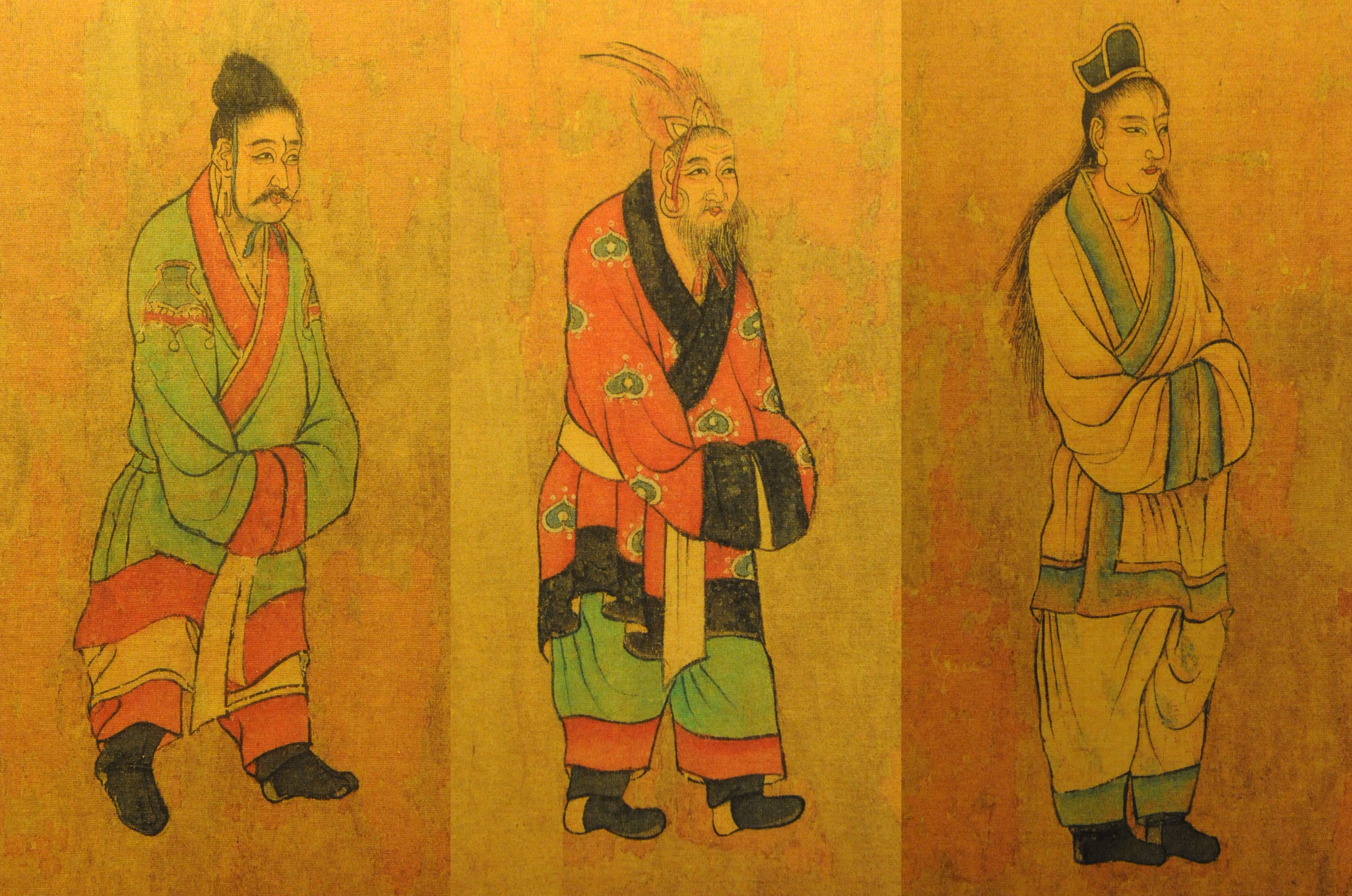
Pintura del segle VII de la dinastia Tang d'enviats dels Tres regnes de Corea: Baekje, Goguryeo i Silla.

Wiman Joseon va atacar el 109 aC territori de la dinastia Han a la península de Liaodong, i aquesta acció fou resposta per l'Emperador Wu de Han amb la invasió de Wiman Joseon amb 60.000 homes, i amb la conquesta en 108 aC va establir les comandàncies de Lelang, Lintun, Xuantu i Zhenfan per administrar l'antic territori de Gojoseon, i a la resta de la península es van constituir les confederacions Samhan. Lintun i Zhenfan foren abolides el 82, i Xuantu es mogué al riu Hun. En 203 i 204 Gongsun Du conquerí Lelang i establí les comandàncies de Daifang i Lelang.i l'actual Liaoning. Totes tres van caure ràpidament al Samhan, i l'última va ser destruïda per Goguryeo l'any 313.
Els naixents precursors de Baekje i Silla es van expandir dins de la xarxa dels estats durant el període dels Proto-Tres Regnes, i Goguryeo va conquerir estats veïns com Buyeo a Manxúria i els cacicats d'Okjeo i Dongye que ocupaven el nord-est de la península de Corea. Els tres estats van fer la transició de ciutats emmurallades a societats estatals de ple dret entre els segles I i III dC.
Tots tres regnes compartien una cultura i una llengua similars. Sembla que les seves religions originals eren xamanistes, però van ser cada cop més influenciades per la cultura xinesa, especialment pel confucianisme i el taoisme. Al segle IV, el budisme es va introduir a la península i es va estendre ràpidament, i va esdevenir breument la religió oficial dels tres regnes.
Després de la derrota de Cao Cao a la batalla dels Penya-segats Rojos el 208, la Xina va restar dividida en tres esferes d'influència, amb Cao Cao, que dominava el nord, Sun Quan que dominava el sud, i Liu Bei que dominaba l'oest. Cao Cao va morir el març del 220 i al desembre el seu fill Cao Pi feu abdicar a l'emperador Xian a favor seu i fou conegut pòstumament com l'Emperador Wen de Wei. Això va posar fi a la dinastia Han, i va iniciar una època de conflicte entre els tres estats: Wei, Wu, i Shu, i l'inici del període conegut com els Tres Regnes, Les comandàncies de Daifang i Lelang van quedar sota el control de Cao Wei i després passaren a mans de la dinastia Jin, fins que foren conquerides per Goguryeo el 313.

## Desenvolupament dels Tres regnes

### Goguryeo

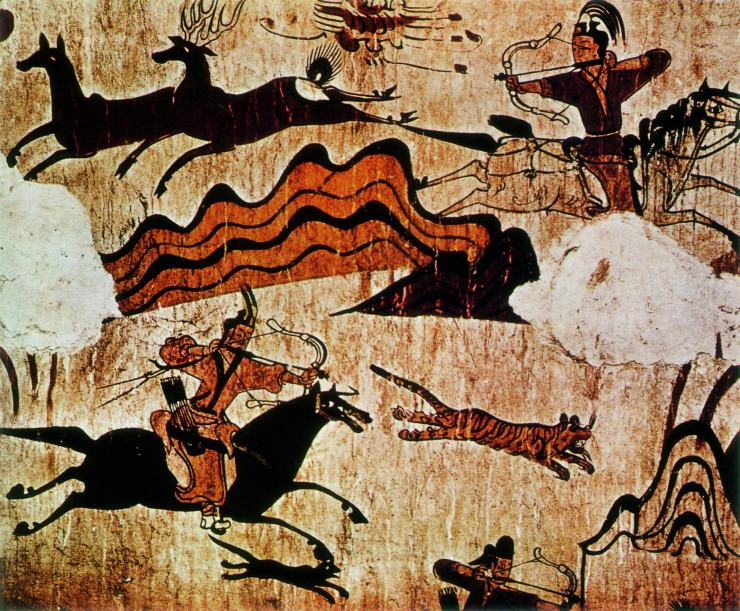
Mural d'una tomba de Goguryeo.

Goguryeo va sorgir a les ribes nord i sud del riu Yalu (Amrok), arran de la caiguda de Gojoseon. La primera menció de Goguryeo als registres xinesos data de l'any 75 aC en referència a una comandància establerta per la dinastia Han xinesa, encara que fins i tot mencions anteriors de "Guri" (구리) poden ser del mateix estat. Les proves indiquen que Goguryeo era el més avançat, i probablement el primer a establir-se, dels tres regnes.
Goguryeo, que va arribar a ser el més gran dels tres regnes, va tenir diverses capitals en alternança: dues capitals a la zona de l'alt Yalu i, més tard, Nangrang (Lelang en xinès), que ara forma part de Pyongyang. Al principi, l'estat estava situat a la frontera amb la Xina; gradualment es va expandir cap a Manxúria i va destruir la comandància xinesa de Lelang l'any 313. La influència cultural dels xinesos va continuar en adoptar el budisme com a religió oficial el 372.
Goguryeo era un estat altament militarista; era un poderós imperi i una de les grans potències d'Àsia oriental. L'estat va arribar al seu apogeu al segle v, durant el govern del rei Gwanggaeto el Gran i el seu fill el rei Jangsu, i particularment durant la seva campanya a Manxúria. Durant el segle següent, aproximadament, Goguryeo va ser la nació dominant a Manxúria i al nord de la península de Corea. Goguryeo va arribar a ocupar les planes de Liaodong a Manxúria i l'actual zona de Seül. Gwanggaeto va aconseguir una unificació laxa dels Tres Regnes de Corea.
Goguryeo no només controlava els coreans, sinó també les tribus xineses i tungúsiques de Manxúria. Després de l'establiment de la dinastia Sui i, posteriorment, de la dinastia Tang a la Xina, el regne va continuar realitzant accions agressives contra la Xina, Silla i els atacs de Baekje fins que va ser conquerit per les forces aliades de Silla-Tang l'any 668. La major part del seu territori va ser absorbit per la dinastia Tang de la Xina i el territori de Baekje va ser absorbit per Silla.

### Baekje

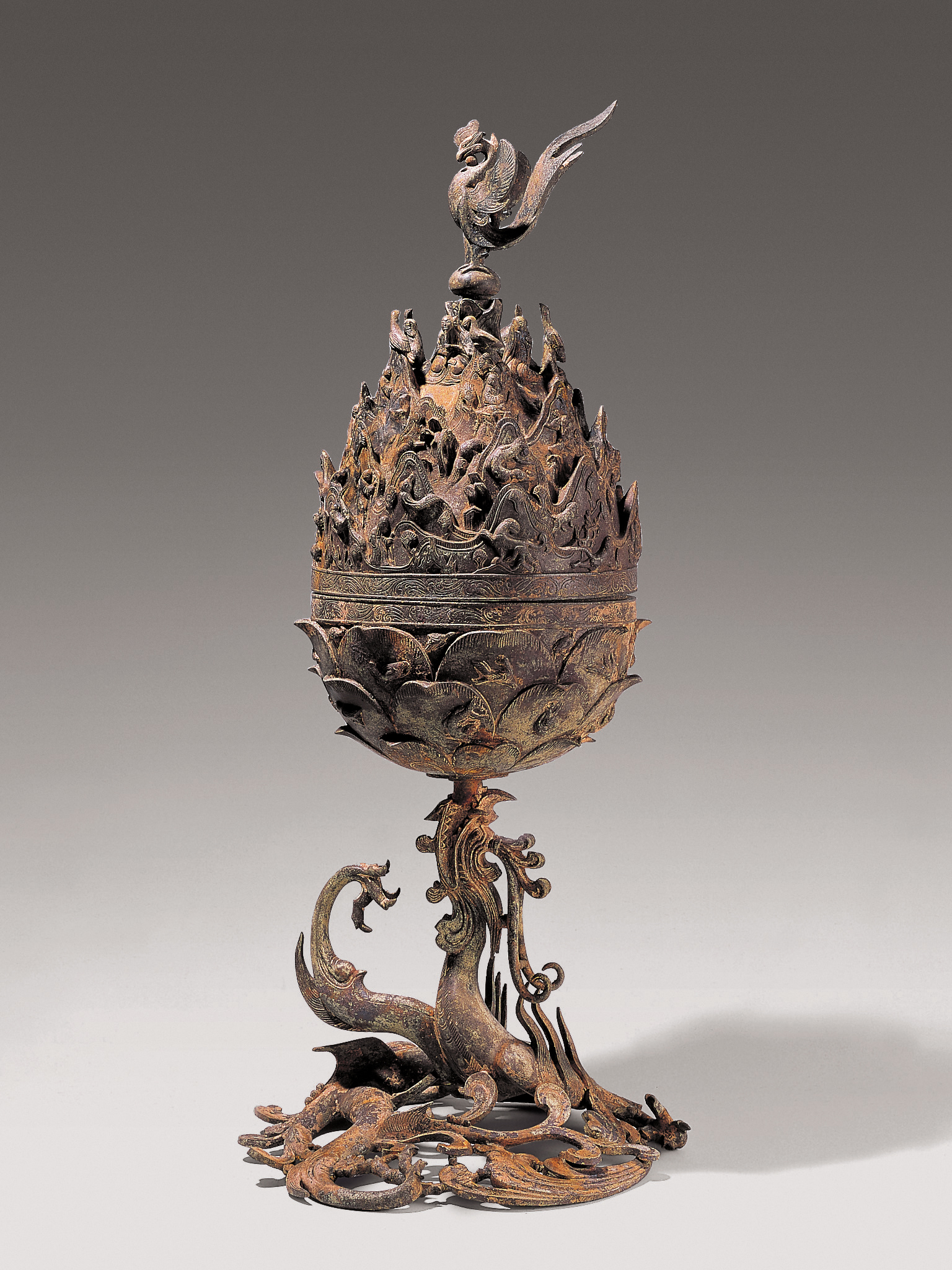
Cremador d'encens de bronze daurat de Baekje

Baekje va ser fundat com a membre de la confederació Mahan. Es té constància que dos fills del fundador de Goguryeo van fugir d'un conflicte de successió per fundar Baekje al voltant de l'actual zona de Seül.
Baekje va absorbir o va conquerir altres cacicats Mahan i, en el seu apogeu al segle IV, va controlar la major part de la península de Corea occidental. El budisme va ser introduït a Baekje l'any 384 des de Goguryeo, i Baekje el va acceptar.
Baekje era una gran potència marítima;la seva destresa nàutica, que la va convertir en la Fenícia de l'Àsia Oriental, va ser decisiva en la difusió del budisme per Àsia Oriental i de la cultura continental al Japó. Baekje va tenir un paper fonamental en la transmissió de desenvolupaments culturals i materials a l'antic Japó, com els caràcters escrits xinesos, la literatura xinesa i coreana, les tecnologies com la siderúrgia i la ceràmica, els estils arquitectònics, la sericultura i el budisme.
Baekje exercia la seva influència política sobre Tamna, un regne que governava Jejudo. Baekje mantenia una relació estreta amb Tamna i li exigia tributs. La cultura religiosa i artística de Baekje va influir a Goguryeo i Silla.
Baekje va ser una vegada una gran potència militar a la península de Corea, especialment durant l'època de Geunchogo, però fou severament derrotat per Gwanggaeto i va decaure.
A finals del segle v, sota l'atac de Goguryeo, la capital de Baekje es va traslladar al sud, a Ungjin (actual Gongju) i més tard a Sabi (actual Buyeo). Baekje va ser conquerida per l'aliança Silla-Tang l'any 660, i sotmeté la Silla unificada.

### Silla

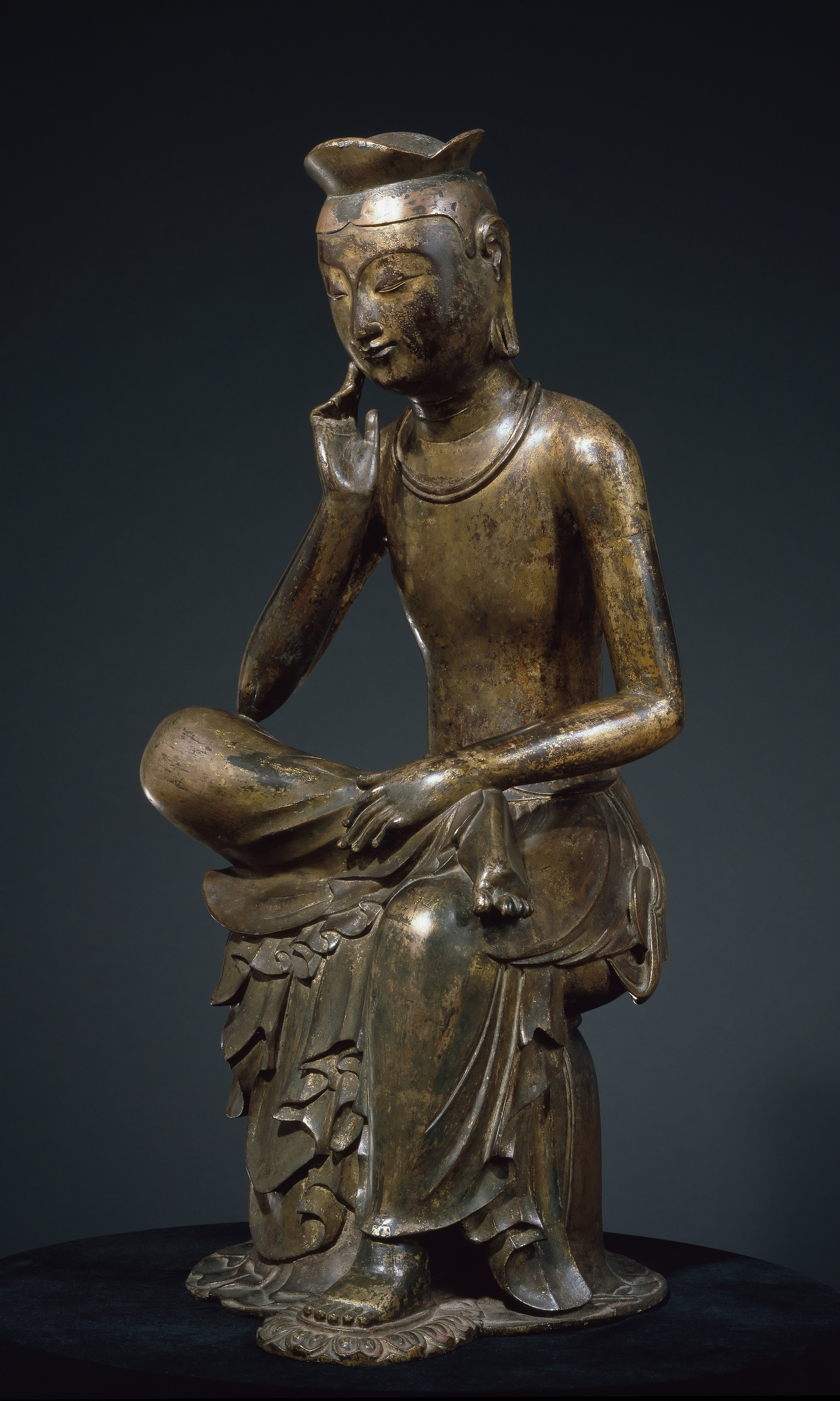
Bangasayusang, segle VII

Segons els registres coreans, l'any 57 aC, Seorabeol (o Saro, més tard Silla), al sud-est de la península, va unificar i va ampliar la confederació de ciutats-estat coneguda com a Jinhan. Tot i que el Samguk Sagi afirma que Silla va ser el primer dels tres regnes a fundar-se, altres registres escrits i arqueològics indiquen que probablement va ser el darrer dels tres a establir un govern centralitzat.
Silla era el més petit i feble dels Tres Regnes de Corea, però es va valdre d'astuts mitjans diplomàtics per establir pactes i aliances oportunistes amb els regnes coreans més poderosos i, finalment, amb la Xina dels Tang, per a gran benefici seu.
Rebatejat de Saro a Silla el 503, el regne es va annexionar la confederació de Gaya (que al seu torn havia absorbit Byeonhan anteriorment) a la primera meitat del segle VI. Goguryeo i Baekje van respondre formant una aliança. Per fer front a les invasions de Goguryeo i Baekje, Silla va estrènyer les seves relacions amb la dinastia Tang, l'accés de la qual al Mar Groc, recentment obtingut, va fer possible el contacte directe amb els Tang. Després de la conquesta de Goguryeo i Baekje amb els seus aliats Tang, el regne de Silla va expulsar les forces Tang de la península i va ocupar les terres al sud de Pyongyang.
La capital de Silla era Seorabeol (actual Gyeongju; es creu que "Seorabeol", hangul 서라벌, era el terme coreà antic per a "capital"). El budisme es va convertir en la religió oficial l'any 528. La resta de la cultura material del regne de Silla, que inclou una orfebreria única, mostra la influència de les estepes nòmades del nord, cosa que la diferència de la cultura de Goguryeo i Baekje, on la influència xinesa era més pronunciada.
L'etapa final dels tres regnes de Corea va acabar amb la lluita pel predomini quan Silla va aliar-se amb la Xina de la dinastia Tang i en 660 va envaïr Baekje, que va caure poc després de la seva derrota a la batalla de Hwangsanbeol. Muyeol de Silla va morir el 661 però el seu successor Munmu, després de derrotar el Japó del període Yamato en la batalla de Baekgang, que havia enviat una flota amb 40.000 soldats en suport de Baekje en 663 en resposta a l'ocupació del Silla per Tang, va unificar la península sota un mateix rei després de conquerir Goguryeo en 668.
Després de la caiguda de Baekje i Goguryeo, la dinastia Tang va establir un govern militar de curta durada per administrar parts de la península de Corea. No obstant això, com a resultat de la guerra de Silla-Tang (≈670–676 dC), les forces de Silla van expulsar els exèrcits de protectorat de la península el 676 dC.

### Altres estats
Abans i durant aquest període van existir a Corea altres estats o regions més petits:
- La confederació de Gaya, fins que va ser annexada per Silla i Baekje
- Dongye, Okjeo, i Buyeo, tots tres conquerits per Goguryeoo
- Usan (Ulleungdo) tributari de Silla
- Tamna (Jeju-do) tributari de Baekje

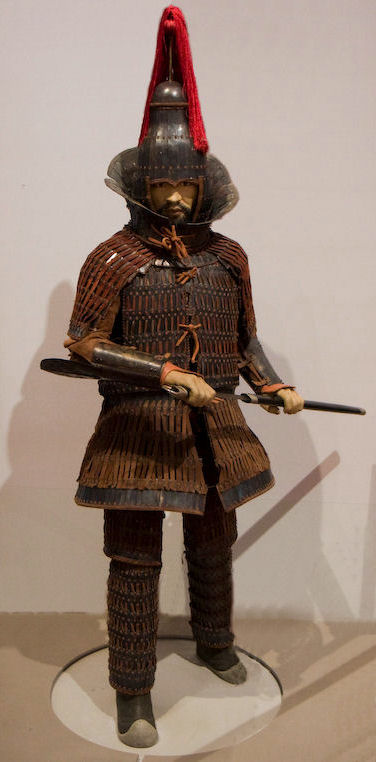
Un soldat de Gaya.

## Religió
Segles després que el budisme s'originés a l'Índia, el budisme mahayana va arribar a la Xina a través de la Ruta de la Seda al segle I de la nostra era, passant pel Tibet, i després a la península de Corea al segle iii, durant el període dels Tres Regnes, des d'on es va transmetre al Japó. A Corea, va ser adoptat com a religió estatal per tres estats constituents del Període dels Tres Regnes, primer pel regne de Geumgwan Gaya, l'any 372 de l'era cristiana, per Silla el 528 de l'era cristiana i per Baekje el 552 de l'era cristiana.

## Declivi
Aliada amb la Xina sota la dinastia Tang, Silla va conquistar Goguryeo l'any 668, després d'haver conquistat ja Gaya el 562 i Baekje el 660, amb la qual cosa iniciava el Període dels estats del Nord i del Sud, amb Silla posterior al sud i Balhae al nord, quan Dae Jo-young,un antic oficial militar de Goguryeo, es va rebel·lar contra el domini xinès dels Tang i va començar a reconquerir els antics territoris de Goguryeo.

## Evidències arqueològiques

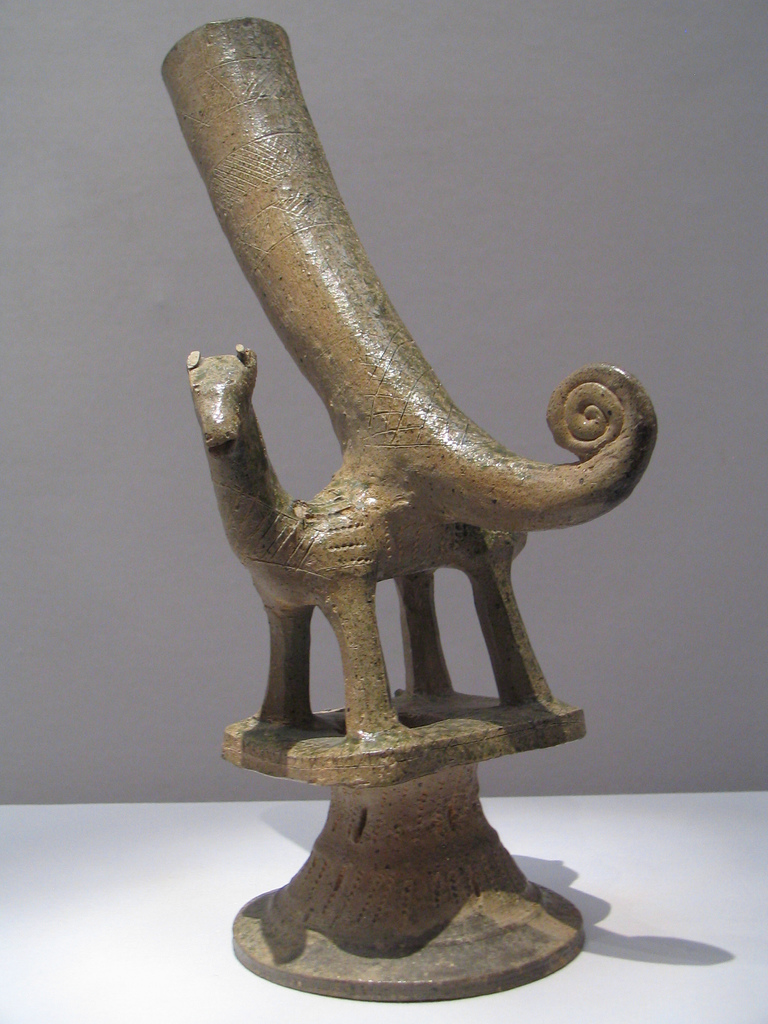
Un inusual atuell per beure excavat en un enterrament en un túmul de Gaya.

Els arqueòlegs utilitzen directrius teòriques derivades de l'antropologia, l'etnologia, l'analogia i l'etnohistòria per al concepte d'allò que defineix una societat estatal. Això és diferent del concepte d'estat (hangul 국, guk o guo, hanja: 国, estat de ciutat emmurallada, etc.) a la disciplina de la història de Corea.
A l'arqueologia antropològica, la presència de centres urbans (especialment capitals), l'arquitectura monumental, l'especialització artesanal i l'estandardització de la producció, els enterraments ostentosos, els sistemes d'escriptura o registre, la burocràcia, el control polític demostrat d'àrees geogràfiques que solen ser més grans en superfície que una sola vall fluvial, etc. constitueixen alguns d'aquests correlats que defineixen els estats. Entre els jaciments arqueològics que daten del Període dels Tres Regnes de Corea, s'han excavat centenars de cementiris amb milers d'enterraments. La gran majoria de les proves arqueològiques del període dels Tres Regnes de Corea consisteixen en enterraments, però des de la dècada de 1990 s'ha produït un gran augment de les excavacions arqueològiques d'antics llocs de producció industrial, camins, recintes palatins i d'elit, llocs cerimonials, llars de plebeus i fortaleses a causa de l'auge de l'arqueologia preventiva a Corea del Sud.
Rhee i Choi plantegen la hipòtesi que una barreja de desenvolupaments interns i factors externs van conduir a l'aparició de societats de nivell estatal a Corea. Diversos arqueòlegs, entre ells Kang, demostren el paper de les freqüents guerres en el desenvolupament dels estats peninsulars.

### Fundació (c. 0 – 300/400 dC)

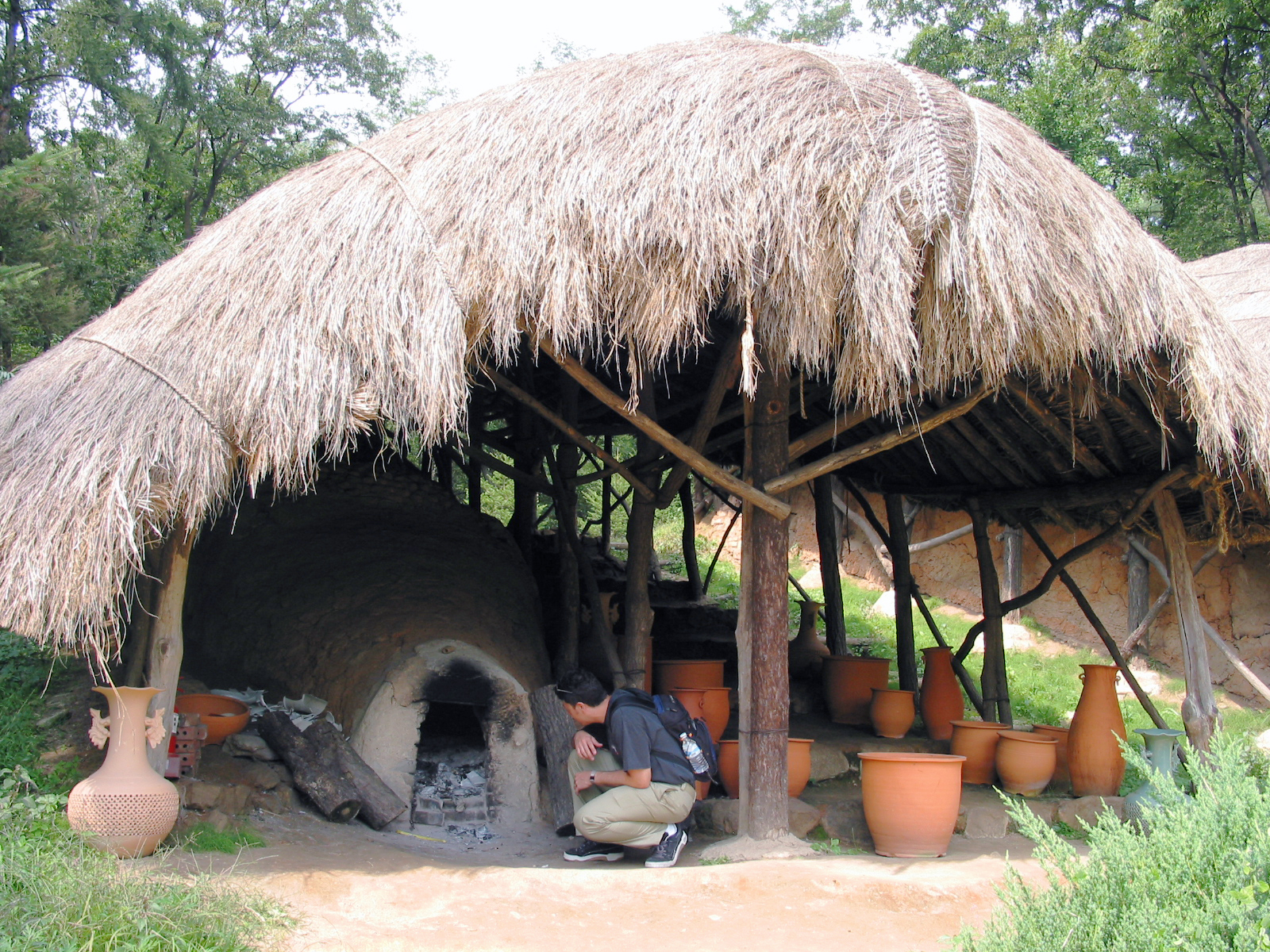
Exemple històric d'un forn anagama semblant als que es van excavar a Songok-dong i Mulcheon-ri ja a finals del període dels Tres Regnes, c. 600.

Alguns correlats individuals de societats complexes es troben als cacicats de Corea que es remunten a c. 700 aC (per exemple, vegeu Igeum-dong, Songguk-ri). No obstant això, les millors proves del registre arqueològic de Corea indiquen que els estats es van formar entre el 300 a.C. i el 300/400 dC. No obstant això, els arqueòlegs no estan preparats per suggerir que això vol dir que hi havia estats a l'època aC. Els correlats de les societats a nivell estatal no es van desenvolupar com un paquet, sinó més aviat en esclats i inicis i en diversos moments en el temps. Va passar un temps entre el 100 i el 400 dC que els correlats individuals de les societats estatals s'havien desenvolupat a un nombre i una escala suficients perquè les societats a nivell estatal es poguessin identificar amb confiança mitjançant dades arqueològiques.

### Enterraments
Lee Sung-Joo va analitzar la variabilitat en molts dels cementiris d'elit dels territoris de Silla i Gaya i va trobar que fins al segle II hi havia una variació intracementiri en la distribució dels aixovars funeraris de prestigi, però hi havia una absència de jerarquia. diferències a escala regional entre cementiris. Cap a finals del segle ii, l'espai interior dels enterraments d'elit va augmentar de mida i les tècniques de construcció d'enterraments de cambra de fusta van ser utilitzades cada cop més per les elits. Al segle iii es va desenvolupar un patró en el qual es construïen els cementiris d'elit únics que tenien un estatus més alt en comparació amb tots els altres cementiris. Aquests cementiris es van establir a gran altura al llarg de les crestes i als cims dels turons.Els cementiris amb enterraments en monticles de l'"elit superior", com Okseong-ri, Yangdong-ri, Daeseong-dong i Bokcheon-dong, mostren aquest patró.

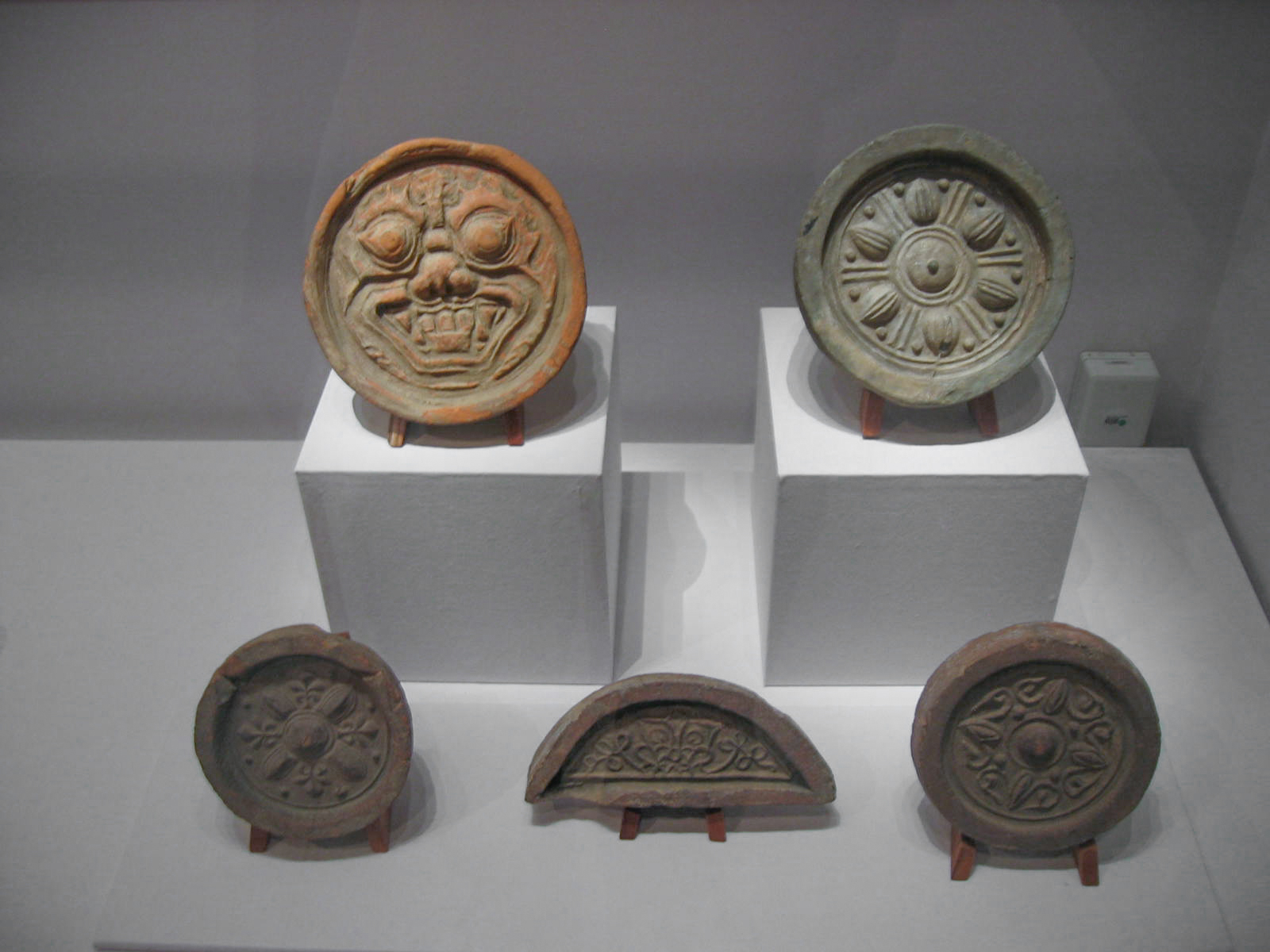
Teules excavades als jaciments arqueològics de Goguryeo a la vall del riu Han, exposades al Museu Nacional de Corea.

### Producció a escala industrial de ceràmica i teules
Lee Sung-Joo va proposar que, a més del desenvolupament de les jerarquies polítiques regionals, tal com es desprèn de l'anàlisi dels soterraments, la variació en els tipus de producció de ceràmica va desaparèixer gradualment i l'especialització a temps complet va ser l'únic tipus de producció de ceràmica reconeixible des de finals del segle IV dC Alhora, els centres de producció de ceràmica es van centralitzar en gran manera i els atuells es van estandarditzar.
La centralització i el control de la producció per part de l'elit queden demostrats pels resultats de les excavacions arqueològiques a Songok-dong i Mulcheon-ni, a Gyeongju. Aquests llocs formen part del que va ser un antic complex industrial interconnectat i en expansió als afores del nord-est de la capital de Silla. Songok-dong i Mulcheon-ri són un exemple de la producció especialitzada a gran escala en els períodes dels Tres regnes i Silla unificada. El jaciment es va excavar a finals de la dècada de 1990 i els arqueòlegs van trobar restes de molts elements de producció, com ara forns de terrissa, de teules i de carbó vegetal, així com restes d'edificis i tallers associats a la producció.

### Capitals, recintes d'elit i arquitectura monumental
Des de l'establiment de Goguryeo, la seva història primerenca està ben documentada arqueològicament: La primera i la segona capital, Jolbon i la ciutat de Gungnae, estan situades a l'actual Ji'an (Jilin) i els seus voltants. El 2004, el lloc va ser declarat Patrimoni de la Humanitat per la UNESCO. Des de 1976, les contínues excavacions arqueològiques concentrades a la part sud-est de la moderna Gyeongju han revelat parts de l'anomenada Silla Wanggyeong (capital real de Silla). Diverses excavacions al llarg dels anys han revelat temples com Hwangnyongsa, Bunhwangsa, Heungryunsa i 30 llocs més. També s'han excavat indicis de les capitals de Baekje a la fortalesa de Mongchon i a la de Pungnap, a Seül.